# Andrzej Jan Olszowski
Andrzej Jan Olszowski herbu Prus II – podczaszy wieluński w 1703 roku, starosta wieluński w latach 1703-1719.
Był konsyliarzem ziemi wieluńskiej w konfederacji sandomierskiej 1704 roku.